# Закопайло Максим Олександрович
Макси́м Олекса́ндрович Закопа́йло (1989-2014) — молодший сержант Державної прикордонної служби України, учасник російсько-української війни.

## Життєпис
Народився 1989 року в Ківшарівці Харківської області. У 2004 році закінчив 9 класів Куп'янської ЗОШ № 11 у Ківшарівці, у 2006-му — Куп'янську ЗОШ № 12 там же. 6 років прожив в Росії (2006—2012 роки), куди переїхав із батьком. Закінчив заочно Московську фінансово-юридичну академію (Кіровський філіал). Повернувся до дому, де його чекала наречена. Встиг відслужити на кордоні кілька місяців — від грудня 2013 року.
16 липня 2014 року у лісопосадці неподалік від Станиці Луганської прикордонний загін натрапив на групу диверсантів, що намагалися розмістити вибуховий пристрій «фугас». В результаті збройного зіткнення двоє української вояків — Постольний Микола Миколайович і Максим Закопайло, загинули, один зазнав поранення.
18 липня 2014 року похований в Ківшарівці.

## Нагороди
- 26 липня 2014 року — за особисту мужність і героїзм, виявлені у захисті державного суверенітету та територіальної цілісності України, вірність військовій присязі під час російсько-української війни, відзначений — нагороджений орденом «За мужність» III ступеня (посмертно).
- У смт Ківшарівка 8 жовтня 2015 року в приміщенні Куп‘янської ЗОШ № 12 та 6 вересня 2019 року у приміщенні Куп‘янської ЗОШ № 11 йому відкриті меморіальні дошки.